# Couvent Saint-François-d'Assise de La Havane
Le couvent Saint-François-d’Assise est un ancien couvent des Frères mineurs situé dans le quartier Habana Vieja de La Havane à Cuba. Son église conventuelle, nommée église Saint-François-d’Assise, a eu le statut de basilique mineure, mais est aujourd’hui désacralisée et sert notamment de salle de concert.
Les bâtiments sont classés en tant que part de la « Vieille ville de La Havane et son système de fortifications » au Patrimoine mondial de l’UNESCO depuis 1982.

## Historique
La construction des premiers bâtiments conventuels commence en 1574-1575, pour s’achever en 1591. Mais de violentes tempêtes en 1680 et 1692 abiment l’édifice, et un ouragan fait s’effondrer le clocher de l’église en 1694. Il est décidé de raser et reconstruire.

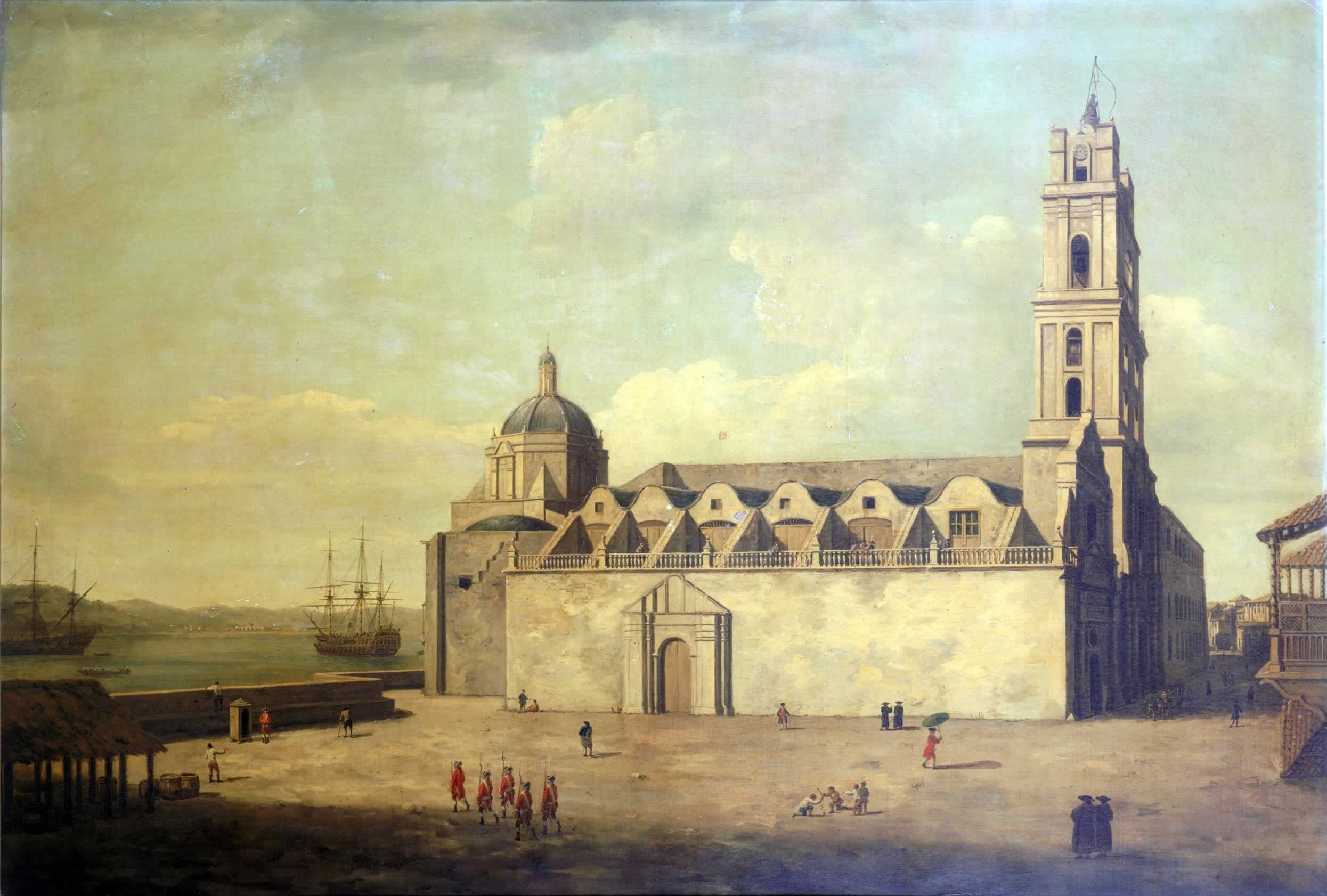
L’église vers 1770 par Dominique Serres, sous le titre de The Cathedral at Havana, August-September 1762, référant à la période anglicane.

La nouvelle église est bâtie dans un style baroque très sobre, entre 1719 et 1738. Elle est consacrée l’année suivante par l’évêque franciscain Juan Luis Lazo de la Vega y Cancino, avec le rang de basilique mineure, en lien avec Saint-Jean-de-Latran. La même année, la construction du cloître adjacent est entreprise.
En 1762, en plein dans la guerre de Sept Ans, la ville est prise par les Britanniques, et l’église sert au culte anglican. Le traité de Paris signé l’année suivante redonne l’île aux Espagnols, mais l’évêque de la ville considère que l’église a été profanée, et s’oppose à ce qu’elle soit utilisée de nouveau pour servir le culte catholique. Les moines continuent cependant d’utiliser le couvent.
En 1841, le gouvernement colonial espagnol confisque les biens de la communauté et emploie le couvent comme entrepôt et bureau des douanes de La Havane. En 1846, la nef et le chœur de la basilique sont endommagés par une violente tornade ; ils sont détruits en 1850 et remplacés par une peinture en trompe-l’œil. En 1907, après l’indépendance, les bâtiments accueillent la direction des Postes et Télégraphes, puis, en 1915-1916, les centraux téléphoniques et télégraphiques de la ville et la direction générale des Communications (qui deviendra par la suite le ministère des Communications).
Après la révolution, le couvent est transformé en musée de l’Histoire coloniale comprenant une importante collection d’art sacré. Depuis que la vieille ville de La Havane est classée au Patrimoine mondial de l’UNESCO, en 1982, l’église a été restaurée. Le 4 octobre 1994, elle est inaugurée comme salle de concert (musique de chambre et musique sacrée), puis en 1995 un musée d’Art sacré ouvre ses portes.

## Description

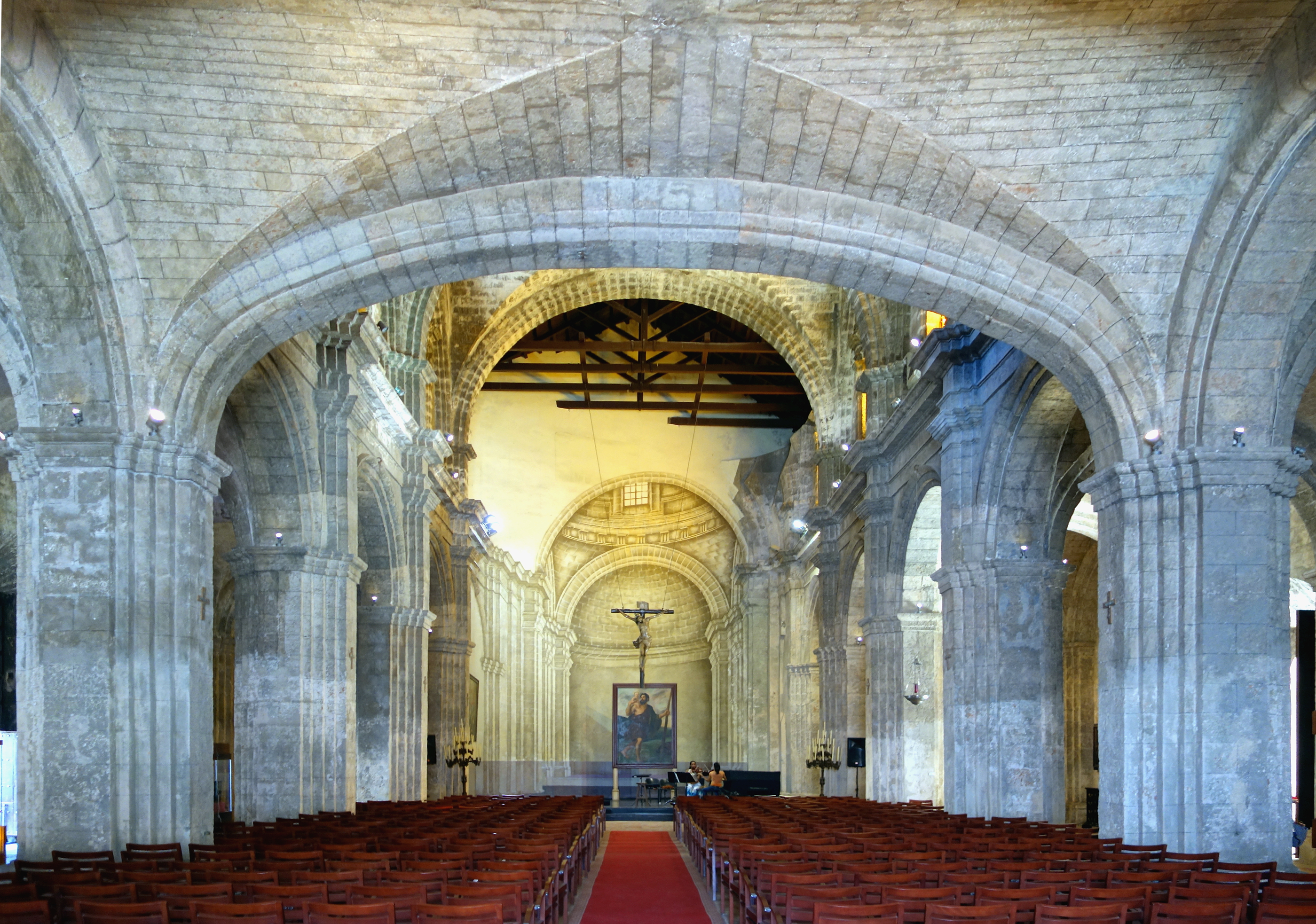
La nef de la basilique.

La basilique comprend une nef à trois vaisseaux soutenue par douze colonnes massives représentant les Douze Apôtres. Dépourvue de chœur depuis la tornade de 1846, elle s’achève par un mur oblique orné d’une fresque en trompe-l’œil. La basilique est flanquée d’une tour de 42 mètres de haut comprenant trois paliers qui a longtemps été la plus haute de la ville. Sa façade, qui donne sur la Calle Oficios, porte trois statues représentant l’Immaculée Conception, saint François d’Assise et saint Dominique de Guzmán.
L’ensemble conventuel comprend deux cloîtres successifs. Le premier, accolé à la basilique, compte deux étages et permet d’accéder à la tour en traversant la tribune de la basilique et une terrasse. Le second présente trois volées d’arcades et une fontaine centrale.